# Чишма (Султанмуратовский сельсовет)
Чишма (баш. Шишмә) — деревня  Аургазинском районе Республики Башкортостан России. Входит в Султанмуратовский сельсовет.  
С 2005 современный статус.

## История
Название происходит от слова шишмә («родник»). 
Статус деревня, сельского населённого пункта, посёлок получил согласно Закону Республики Башкортостан от 20 июля 2005 года N 211-з «О внесении изменений в административно-территориальное устройство Республики Башкортостан в связи с образованием, объединением, упразднением и изменением статуса населенных пунктов, переносом административных центров», ст.1:

6. Изменить статус следующих населенных пунктов, установив тип поселения — деревня:
 
5)  в Аургазинском районе:…

я16) поселка Чишма Султанмуратовского сельсовета

## Географическое положение
Расстояние до:
- районного центра (Толбазы): 12 км,
- центра сельсовета (Султанмуратово): 3 км,
- ближайшей ж/д станции (Белое Озеро): 42 км.

## Население
| 2002 | 2009 | 2010 |
| ---- | ---- | ---- |
| 99   | →99  | ↘96  |

Национальный состав
Согласно переписи 2002 года, преобладающая национальность — татары (77 %).